# 朝倉等泉
朝倉 等泉（あさくら とうせん、元文13年（1737年）- 明和4年（1767年）7月）は、江戸時代の人物。徳山藩の御用絵師。
朝倉家は代々徳山藩に御用絵師として仕え、等泉はその3代目に当たる。二代・朝倉等月の長男。名は友明。甚八と称し、等栄、等泉と号する。浪人時は桜井助左衛門春祥と名乗った。
雲谷派の雲谷等徴に師事する。宝暦8年（1758年）3月27日、父・等月が家柄断絶となったことで、等泉は櫛ヶ浜へ移り住んだ。明和3年（1766年）12月15日、家の再興を許され、三人扶持を下され再び徳山藩に絵師として召し抱えられたが、明和4年7月に31歳で没する。家督は聟養子の朝倉南陵が継いだ。